# Bandy-Weltmeisterschaft 2007
| WM 2007 Russland | WM 2007 Russland   |
| ---------------- | ------------------ |
| Gold             | Russland           |
| Silber           | Schweden           |
| Bronze           | Finnland           |
| 4.               | Kasachstan         |
| 5.               | Norwegen           |
| 6.               | Belarus            |
| 7.               | Vereinigte Staaten |
| 8.               | Lettland           |
| 9.               | Niederlande        |
| 10.              | Ungarn             |
| 11.              | Mongolei           |
| 12.              | Estland            |

Die 27. Bandy-Weltmeisterschaft fand vom 27. Januar bis 4. Februar 2007 in Kemerowo, Russland statt. Russland besiegte im Finale Schweden mit 3:1, Finnland gewann das kleine Finale nach Golden Goal mit 5:4 gegen Kasachstan.

## Teilnehmende Mannschaften
|             | A-Weltmeisterschaft | A-Weltmeisterschaft | A-Weltmeisterschaft |  | B-Weltmeisterschaft | B-Weltmeisterschaft | B-Weltmeisterschaft |
| Europa      | Finnland            | Russland            | Belarus             |  | Lettland            | Niederlande         | Estland             |
|             | Norwegen            | Schweden            |                     |  | Ungarn              |                     |                     |
| Nordamerika |                     |                     |                     |  | Vereinigte Staaten  |                     |                     |
| Asien       | Kasachstan          |                     |                     |  | Mongolei            |                     |                     |

## A-Weltmeisterschaft

### Vorrunde
| Pl. |            | Sp | S | U | N | Tore  | Diff | Punkte |
| 1.  | Russland   | 5  | 4 | 1 | 0 | 70:14 | +56  | 9      |
| 2.  | Finnland   | 5  | 4 | 0 | 1 | 34:20 | +14  | 8      |
| 3.  | Schweden   | 5  | 3 | 1 | 1 | 56:21 | +35  | 7      |
| 4.  | Kasachstan | 5  | 2 | 0 | 3 | 33:37 | −4   | 4      |
| 5.  | Norwegen   | 5  | 1 | 0 | 4 | 23:55 | −32  | 2      |
| 6.  | Belarus    | 5  | 0 | 0 | 5 | 11:80 | −69  | 0      |

| 28. Januar 2007, 12:00 Uhr | Finnland   | 14 : 1 (9 : 1)              | Belarus    | Chimik-Stadion, Kemerowo 1500 Zuschauer   |
| 28. Januar 2007, 15:00 Uhr | Kasachstan | 1 : 8 (1 : 3)               | Schweden   | Chimik-Stadion, Kemerowo 4000 Zuschauer   |
| 28. Januar 2007, 19:00 Uhr | Russland   | 18 : 2 (8 : 0)              | Norwegen   | Chimik-Stadion, Kemerowo 24.000 Zuschauer |
| 29. Januar 2007, 12:00 Uhr | Schweden   | 21 : 5 (12 : 2)             | Belarus    | Chimik-Stadion, Kemerowo 3000 Zuschauer   |
| 29. Januar 2007, 15:00 Uhr | Norwegen   | 4 : 11 (1 : 7)              | Kasachstan | Chimik-Stadion, Kemerowo ? Zuschauer      |
| 29. Januar 2007, 19:00 Uhr | Finnland   | 5 : 9 (1 : 4)               | Russland   | Chimik-Stadion, Kemerowo 24.000 Zuschauer |
| 30. Januar 2007, 12:00 Uhr | Belarus    | 1 : 8 (1 : 2)               | Norwegen   | Chimik-Stadion, Kemerowo 1500 Zuschauer   |
| 30. Januar 2007, 15:00 Uhr | Kasachstan | 3 : 17 (2 : 7)              | Russland   | Chimik-Stadion, Kemerowo 17.000 Zuschauer |
| 30. Januar 2007, 19:00 Uhr | Schweden   | 4 : 5 (3 : 2)               | Finnland   | Chimik-Stadion, Kemerowo 14.000 Zuschauer |
| 31. Januar 2007, 12:00 Uhr | Belarus    | 3 : 14 (1 : 7)              | Kasachstan | Chimik-Stadion, Kemerowo 500 Zuschauer    |
| 31. Januar 2007, 15:00 Uhr | Norwegen   | 2 : 5 (1 : 2)               | Finnland   | Chimik-Stadion, Kemerowo 1300 Zuschauer   |
| 31. Januar 2007, 19:00 Uhr | Schweden   | 3 : 3 / 3 : 5 n. P. (1 : 2) | Russland   | Chimik-Stadion, Kemerowo 27.000 Zuschauer |
| 2. Februar 2007, 12:00 Uhr | Schweden   | 20 : 7 (12 : 0)             | Norwegen   | Chimik-Stadion, Kemerowo 500 Zuschauer    |
| 2. Februar 2007, 15:00 Uhr | Finnland   | 5 : 4 (4 : 2)               | Kasachstan | Chimik-Stadion, Kemerowo 2200 Zuschauer   |
| 2. Februar 2007, 19:00 Uhr | Russland   | 23 : 1 (13 : 0)             | Belarus    | Chimik-Stadion, Kemerowo 14.000 Zuschauer |

### Endrunde

#### Halbfinale
| 3. Februar 2007, 16:00 Uhr | Russland | 16 : 3 (7 : 3)      | Kasachstan | Chimik-Stadion, Kemerowo 15.000 Zuschauer |
| 3. Februar 2007, 19:00 Uhr | Finnland | 2 : 3 n. V. (1 : 1) | Schweden   | Chimik-Stadion, Kemerowo 20.000 Zuschauer |

#### Kleines Finale
| 4. Februar 2007, 14:00 Uhr | Finnland | 5 : 4 n. V. (3 : 1) | Kasachstan | Chimik-Stadion, Kemerowo 6200 Zuschauer |

#### Finale
| 4. Februar 2007, 17:00 Uhr | Russland | 3 : 1 (1 : 1) | Schweden | Chimik-Stadion, Kemerowo 33.000 Zuschauer |

## B-Weltmeisterschaft
Die Spiele der B-Weltmeisterschaft wurden im Format 2x30 Minuten ausgetragen.

### Vorrunde
| Pl. |                    | Sp | S | U | N | Tore  | Diff | Punkte |
| 1.  | Vereinigte Staaten | 5  | 5 | 0 | 0 | 51:5  | +46  | 10     |
| 2.  | Lettland           | 5  | 4 | 0 | 1 | 26:8  | +18  | 8      |
| 3.  | Ungarn             | 5  | 2 | 1 | 2 | 11:25 | −14  | 5      |
| 4.  | Niederlande        | 5  | 1 | 1 | 3 | 10:23 | −13  | 3      |
| 5.  | Mongolei           | 5  | 0 | 2 | 3 | 4:22  | −18  | 2      |
| 6.  | Estland            | 5  | 1 | 0 | 4 | 11:30 | −19  | 2      |

| 28. Januar 2007, 10:00 Uhr | Niederlande        | 0 : 11 (0 : 5)              | Vereinigte Staaten | Schachtjor-Stadion, Kemerowo 1000 Zuschauer |
| 28. Januar 2007, 12:00 Uhr | Lettland           | 5 : 0 (2 : 0)               | Mongolei           | Schachtjor-Stadion, Kemerowo 1000 Zuschauer |
| 28. Januar 2007, 14:00 Uhr | Estland            | 2 : 4 (1 : 2)               | Ungarn             | Schachtjor-Stadion, Kemerowo 1000 Zuschauer |
| 28. Januar 2007, 18:00 Uhr | Niederlande        | 2 : 2 / 1 : 3 n. P. (0 : 1) | Mongolei           | Schachtjor-Stadion, Kemerowo 1000 Zuschauer |
| 29. Januar 2007, 10:00 Uhr | Ungarn             | 0 : 7 (0 : 6)               | Lettland           | Schachtjor-Stadion, Kemerowo 500 Zuschauer  |
| 29. Januar 2007, 12:00 Uhr | Vereinigte Staaten | 8 : 0 (4 : 0)               | Mongolei           | Schachtjor-Stadion, Kemerowo 1000 Zuschauer |
| 29. Januar 2007, 14:00 Uhr | Niederlande        | 5 : 1 (3 : 1)               | Estland            | Schachtjor-Stadion, Kemerowo 1000 Zuschauer |
| 29. Januar 2007, 18:00 Uhr | Vereinigte Staaten | 12 : 2 (5 : 1)              | Ungarn             | Schachtjor-Stadion, Kemerowo 359 Zuschauer  |
| 30. Januar 2007, 10:00 Uhr | Estland            | 5 : 0 (2 : 0)               | Mongolei           | Schachtjor-Stadion, Kemerowo 500 Zuschauer  |
| 30. Januar 2007, 12:00 Uhr | Vereinigte Staaten | 6 : 1 (4 : 0)               | Lettland           | Schachtjor-Stadion, Kemerowo 1100 Zuschauer |
| 30. Januar 2007, 14:00 Uhr | Niederlande        | 2 : 3 (1 : 1)               | Ungarn             | Schachtjor-Stadion, Kemerowo 1100 Zuschauer |
| 30. Januar 2007, 18:00 Uhr | Estland            | 1 : 7 (0 : 5)               | Lettland           | Schachtjor-Stadion, Kemerowo 300 Zuschauer  |
| 31. Januar 2007, 14:00 Uhr | Vereinigte Staaten | 14 : 2 (5 : 1)              | Estland            | Schachtjor-Stadion, Kemerowo 600 Zuschauer  |
| 31. Januar 2007, 16:00 Uhr | Niederlande        | 1 : 6 (0 : 4)               | Lettland           | Schachtjor-Stadion, Kemerowo 300 Zuschauer  |
| 31. Januar 2007, 18:00 Uhr | Ungarn             | 2 : 2 / 2 : 1 n. P. (2 : 0) | Mongolei           | Schachtjor-Stadion, Kemerowo 300 Zuschauer  |

### Platzierungsspiele

#### Spiele um Platz 11
| 1. Februar 2007, 12:00 Uhr | Estland  | 1 : 4 (1 : 2) | Mongolei | Schachtjor-Stadion, Kemerowo 300 Zuschauer |
| 2. Februar 2007, 12:00 Uhr | Mongolei | 2 : 2 (1 : 0) | Estland  | Schachtjor-Stadion, Kemerowo 500 Zuschauer |

#### Spiele um Platz 9
| 1. Februar 2007, 14:00 Uhr | Niederlande | 3 : 1 (1 : 0) | Ungarn      | Schachtjor-Stadion, Kemerowo 300 Zuschauer |
| 2. Februar 2007, 14:00 Uhr | Ungarn      | 3 : 4 (0 : 1) | Niederlande | Schachtjor-Stadion, Kemerowo 500 Zuschauer |

#### Spiele um Platz 7
| 1. Februar 2007, 16:00 Uhr | Vereinigte Staaten | 6 : 2 (5 : 2) | Lettland           | Schachtjor-Stadion, Kemerowo 1000 Zuschauer |
| 2. Februar 2007, 16:00 Uhr | Lettland           | 0 : 5 (0 : 2) | Vereinigte Staaten | Schachtjor-Stadion, Kemerowo 1000 Zuschauer |

Die Vereinigten Staaten qualifizierten sich damit für das Relegationsspiel gegen Belarus.

## Relegationsspiel
| 3. Februar 2007, 13:00 Uhr | Belarus | 9 : 1 (5 : 1) | Vereinigte Staaten | 0 1400 Zuschauer |

## Medaillengewinner
| Kirill Chwalko Alexei Tschidschow Andei Zolotarew Sergei Lomanow Michail Sweschnikow | Alexander Tjukawin Sergei Obuchow Maxim Tschermnych Dennis Krjuschenko Dimitri Starikow | Roman Gejzel Juri Pogrebnoj Iwan Maximow Juri Wikulin Pawel Franz | Jewgeni Iwanuschkin |

| Andreas Bergwall Olov Englund Anders Brunn Per Hellmyrs Andreas Westh | Marcus Bergwall Daniel Liw Stefan Erixon Anders Östling Magnus Muhrén | Magnus Olsson Anders Svensson Daniel Mossberg Jonas Edling Daniel Andersson | David Karlsson Johan Esplund |

| Timo Oksanen Petteri Lampinen Jani Kokko Kimmo Huotelin Antti Ekman | Timo Arjanko Sami Laakkonen Samuli Niskanen Igor Zolotarev Pekka Rintala | Mikko Aarni Mika Mutikainen Tommi Österberg Rasmus Lindqvist Tommi Pikkuhookana | Ville Aaltonen |

## Auszeichnungen
- Bester Torwart:  Andreas Bergwall
- Bester Verteidiger:  Petteri Lampinen
- Bester Mittelfeldspieler:  Michail Sweschnikow
- Bester Angreifer:  Sergei Lomanow

## Scorerwertungen

### A-Weltmeisterschaft
| Pl. |                        | T  | V  | P  |
| 1.  | David Karlsson         | 15 | 4  | 19 |
| 2.  | Daniel Andersson       | 13 | 4  | 17 |
| 3.  | Sergei Lomanow         | 10 | 6  | 16 |
| 4.  | Pawel Rjazanzew        | 12 | 3  | 15 |
| 4.  | Sergei Obuchow         | 14 | 1  | 15 |
| 6.  | Wjatscheslaw Bronnikow | 9  | 4  | 13 |
| 7.  | Sami Laakkonen         | 0  | 11 | 11 |
| 8.  | Dennis Krjuschenko     | 9  | 1  | 10 |
| 9.  | Jewgeni Iwanuschkin    | 7  | 2  | 9  |
| 9.  | Maxim Tschermnych      | 3  | 6  | 9  |

### B-Weltmeisterschaft
| Pl. |                  | T | V | P  |
| 1.  | Chriss Preiss    | 9 | 3 | 12 |
| 1.  | Daren Richardson | 8 | 4 | 12 |
| 1.  | Andrejs Banada   | 7 | 5 | 12 |
| 4.  | Steve Nelson     | 8 | 3 | 11 |
| 4.  | Jasper Field     | 6 | 5 | 11 |
| 6.  | Patrick Fronek   | 5 | 5 | 10 |
| 7.  | András Kordisz   | 4 | 4 | 8  |
| 8.  | Rick Haney       | 3 | 4 | 7  |
| 9.  | Nick Hauer       | 4 | 1 | 5  |
| 9.  | Andrej Grishkun  | 4 | 1 | 5  |